# Environnement en Thaïlande
L'environnement en Thaïlande est l'environnement (ensemble des éléments - biotiques ou abiotiques - qui entourent un individu ou une espèce et dont certains contribuent directement à subvenir à ses besoins) du pays Thaïlande, pays d'Asie. Avec plus de 70 millions d'habitants, la Thaïlande présente une population et une densité plus fortes que la France.
Le pays souffre d'un grave problème de pollution de l'air.  Celle-ci diminue l’espérance de vie des Thaïlandais de quatre années, et peut entrainer en 2023 jusqu'à 200 000 hospitalisation par semaine.
Le tourisme a un impact environnemental fort pour le pays, avec plus de 30 millions de visiteurs chaque année. 

## La biodiversité de la Thaïlande

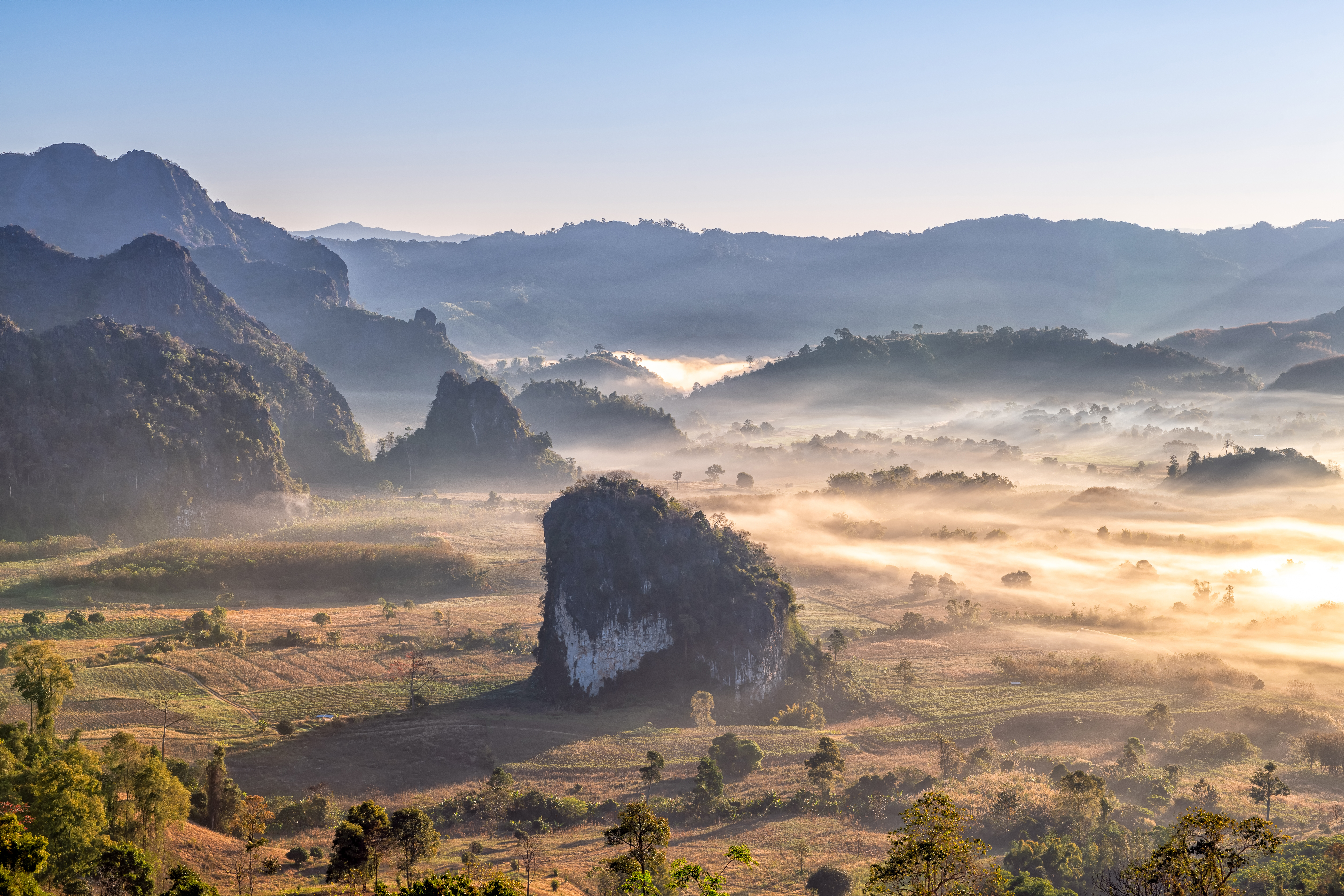
Matin dans le อุทยานแห่งชาติถ้ำสะเกิน(parc national de Tham Sakoen) en province de Phayao et province de Nan en Thaïlande...

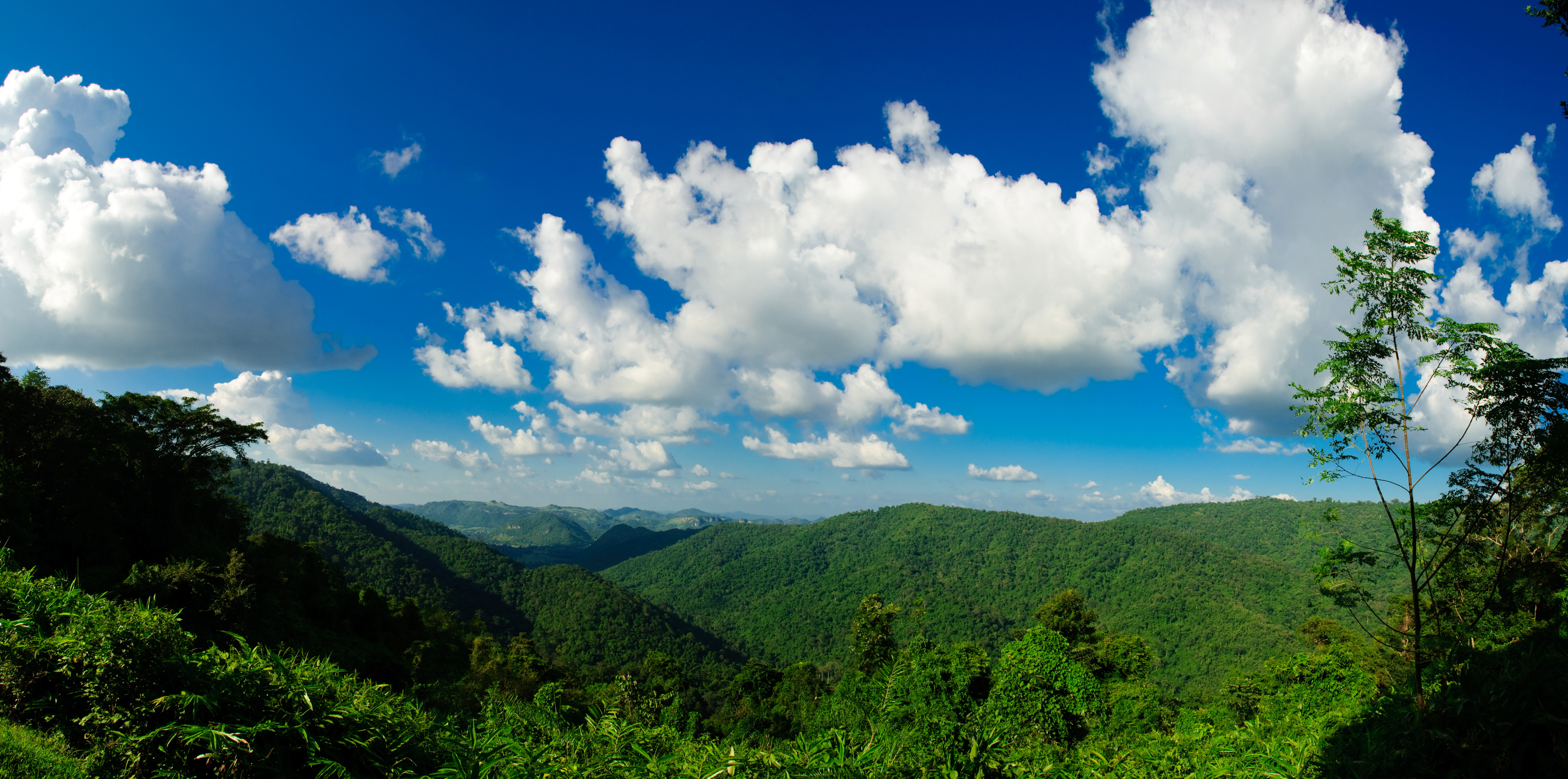
Panorama du parc national de Khao Yai.

### Milieux
La Thaïlande fait partie de la péninsule indochinoise, jusqu’à l’isthme de Kra, qui marque la transition avec la péninsule Malaise. Le pays s’étend sur environ 805 km d’est en ouest et 1 770 km du nord au sud. Au centre, on trouve une vaste plaine, la plaine alluviale de la Chao Phraya, le plus grand fleuve thaïlandais. C’est la région la plus dense au niveau de la population et la plus riche du point de vue agricole. Les massifs qui longent la frontière birmane sont les sommets les plus élevés, culminant à 2 595 mètres au Doi Inthanon. Quant à la région péninsulaire, bordée d’étroites plaines côtières, elle atteint son point culminant au Khao Luang à 1 786 m. À l’est du bassin du Chao Phraya, on trouve une autre chaîne montagneuse, d’axe nord-sud, qui culmine à 1 270 mètres grâce au Doi Pia Fai. Un plateau bas et aride s’étend au nord et à l’est de cette chaîne : c’est le plateau de Khorat, qui occupe le tiers oriental du pays (appelé l’Isan) et borde la vallée du Mékong (Mae Nam Khong), à la frontière avec le Laos.
Le climat de la Thaïlande est tropical dominé par la mousson. Les températures varient de 19° à 38 °C en moyenne. La mousson de sud-ouest, qui s’installe entre mai et juin, annonce le début de la saison des pluies, qui dure jusqu’en octobre. La saison sèche est plus courte au sud en raison de la proximité de la mer. Les précipitations varient sensiblement d’une région à l’autre selon la latitude et le relief, mais les zones désertiques sont exceptionnelles. Le nord-est, avec une saison sèche plus longue et surtout un sol de latérite qui ne retient guère l’eau, a un potentiel agricole plus limité que le reste du pays.
Le sol est occupé à x % par la forêt.

### Espaces protégés
Le parc national de Khao Yai est situé entre la plaine centrale et l’Isan, à seulement 200 kilomètres de Bangkok. Inscrit au patrimoine mondial de l’humanité, il est à l'écart de la pollution et du bruit de la capitale. Il abrite la plus grande forêt de mousson du continent asiatique.

## Impacts sur les milieux naturels

### Activités humaines

#### Agriculture
Dans les années 2010, les cas mortels d'encéphalite aigüe sur les enfants se sont amplifiés en Inde, au Bangladesh au Vietnam et en Thaïlande. Au Bangladesh, le lien à un cocktail chimique de pesticides est mis en évidence en 2017.

#### Déforestation
La déforestation en Thaïlande est parmi les plus intenses des pays asiatiques. Entre 1945 et 1975, les forêts sont passées de 61 à 34 % de la surface du pays. Dans les 11 années qui ont suivi, la Thaïlande a perdu 28 % des forêts restantes. Durant cette période, la perte a été de plus de 3 % par an. Entre 1975 et 2009, les forêts ont diminué au total de 43 %.

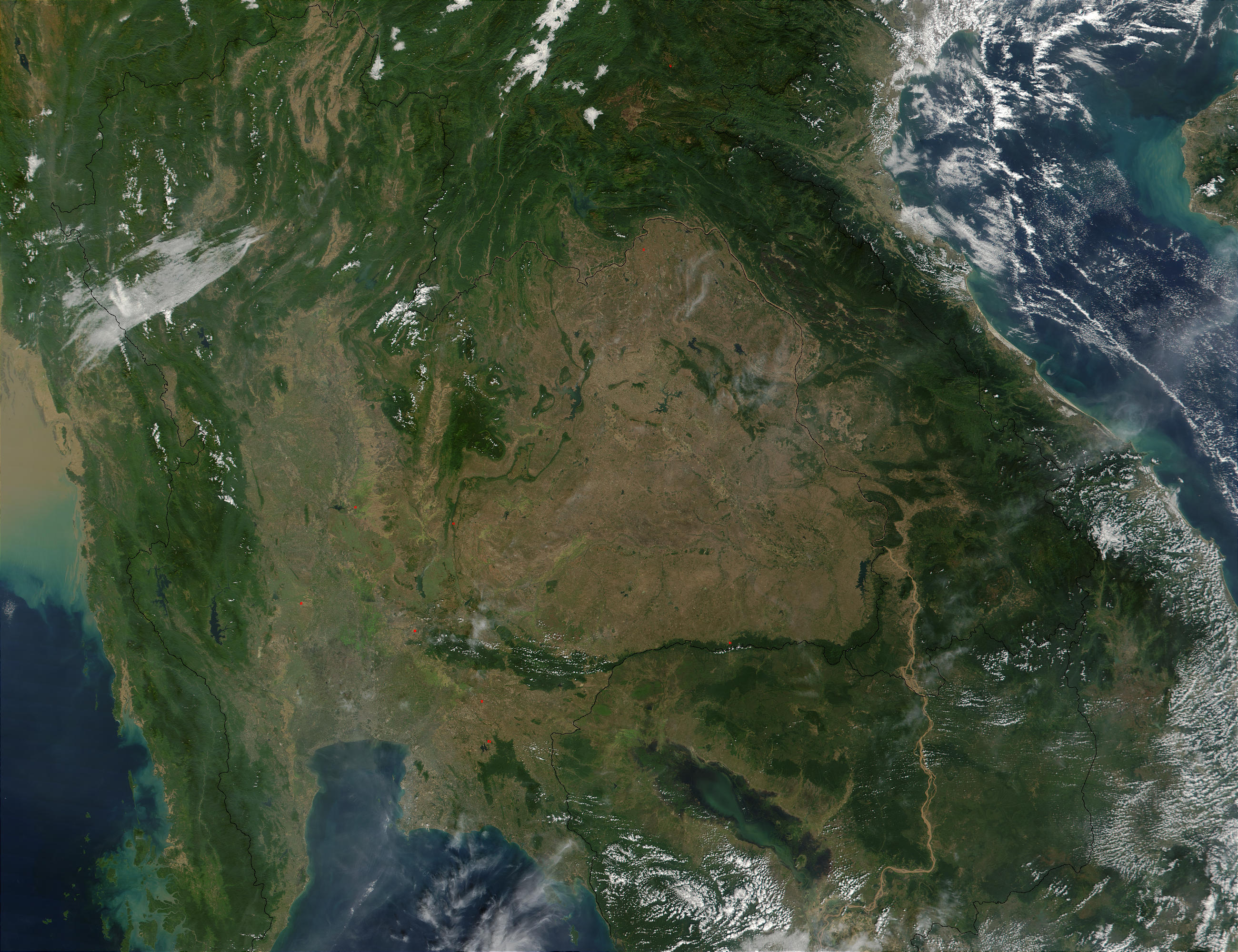
Image satellite montrant l'état relativement déboisé du plateau du Korat et de la plaine centrale de Thaïlande par rapport aux territoires voisins.

#### Chasse, pêche et braconnage
Le braconnage est développé dans le pays. La capitale est une plaque tournante du trafic d'animaux sauvages, notamment vers le Vietnam et la Chine (par exemple, pangolin de Malaisie destinés à la Chine...). La Thaïlande comptait environ 14 000 gardes-forestiers en 2019, mais ils manquent de moyens et ne sont pas suffisamment formés. Quinze sont tués chaque année en Thaïlande dans l'exercice de leur fonction.

#### Transports

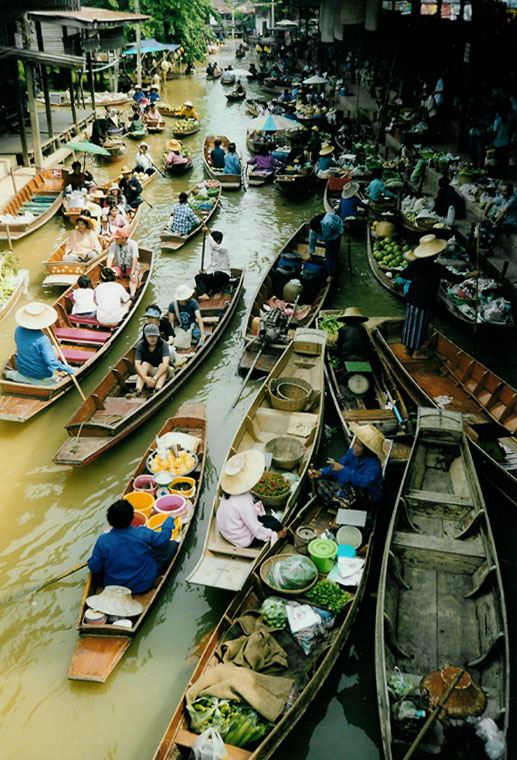
Marché flottant dans la province de Ratchaburi.

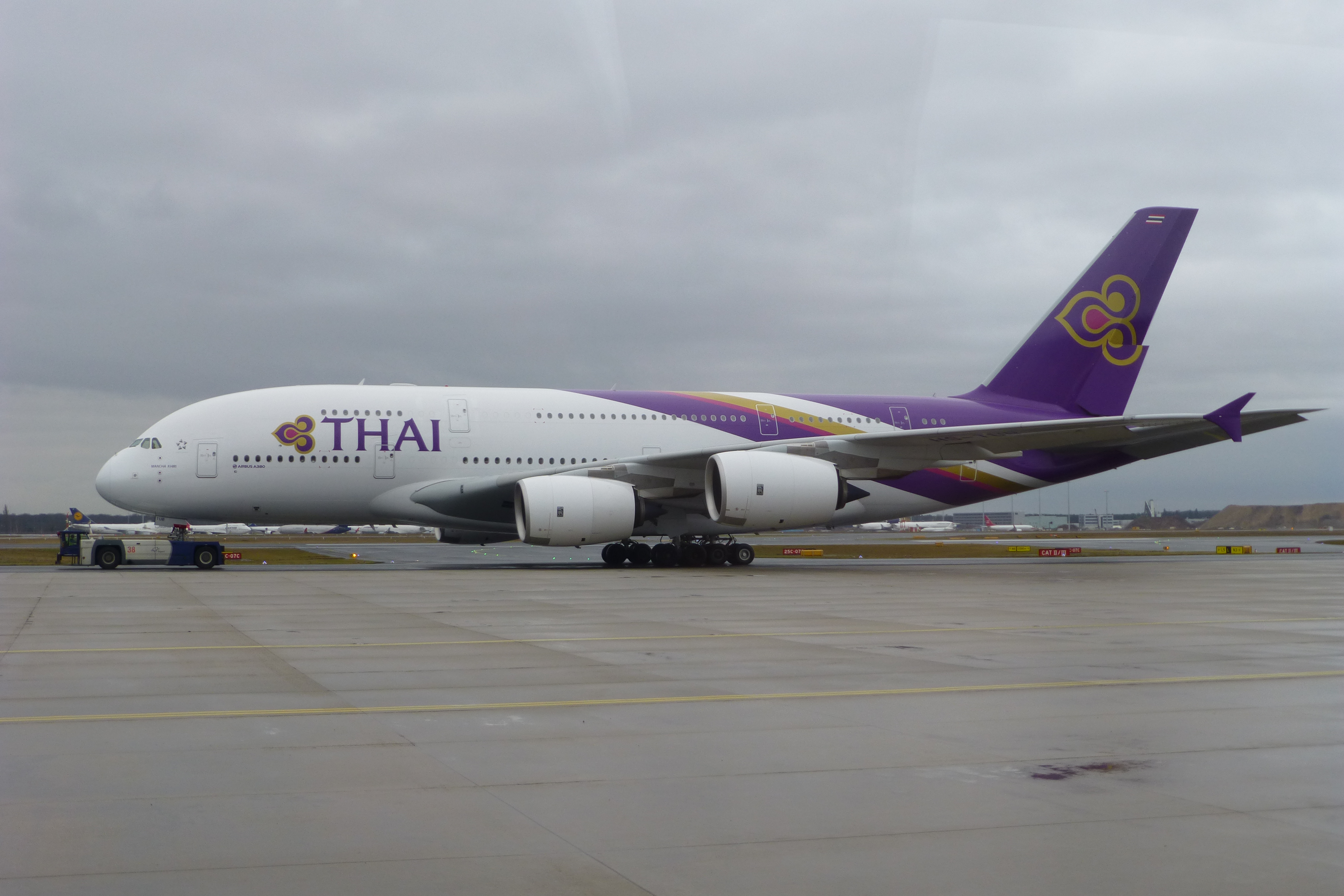
Un Airbus A380 de la compagnie nationale Thai Airways

Les transports en Thaïlande sont variés, sans qu'un moyen de transport particulier prédomine. 
Les bus sont fortement utilisés pour les trajets longue distance et à Bangkok, tandis que les motos supplantent les vélos dans les villes. Dans les grandes villes, il existe un service public de moto-taxis.  Depuis l'ouverture du métro aérien de Bangkok en 1999, le nombre de passagers journaliers a dépassé les 800 000 et plusieurs lignes additionnelles sont en construction.
Le transport routier est le principal moyen de transport des marchandises dans le pays. À Bangkok, le nombre de taxis en circulation est impressionnant. L'automobile, dont la croissance rapide a contribué à l'engorgement du trafic de Bangkok au cours des deux dernières décennies, a gagné en popularité, en particulier auprès des touristes, des expatriés, de la classe aisée et d'une partie grandissante de la classe moyenne. Le réseau autoroutier se construit graduellement.
Le transport aérien intérieur a récemment connu un gain de popularité, grâce à l'arrivée de compagnies low-cost. 
La plupart des cours d'eau navigables accueillent des bateaux ou offrent des services de transport. 
Le pays est desservi par son réseau ferré national. Ce réseau existe depuis longtemps, mais les lignes sont lentes ; bien qu'il soit prévu de déployer des lignes à grande vitesse dans plusieurs régions de Thaïlande.
Enfin, on note plusieurs moyens de transport particuliers, tels que le tuk-tuk ou le voyage à dos d'éléphant en zone rurale - ce dernier étant impactant pour cette espèce.

#### Tourisme
Le tourisme a un impact environnemental fort pour le pays, avec plus de 30 millions de visiteurs chaque année.
L'essor du tourisme international a été favorisé par la création de l'aéroport de Bangkok il y a une trentaine d'années. Les années 1980 resteront, pour la Thaïlande, les années folles d'une croissance touristique sans précédent, ayant entrainé une frénésie de construction hôtelière, d'aménagement des sites, avec une artificialisation importante et une perte de biodiversité.
Si le tourisme après le tsunami de 2004 est un tourisme plus équilibré géographiquement, le littoral demeure très attractif.
Derrière Londres et devant Paris, Bangkok est la deuxième ville la plus visitée au monde.

### Pression sur les ressources non renouvelables
Le sous sol contient : Étain, gaz naturel, tungstène, tantale, plomb, gypse, lignite, fluorine.

### Pollutions

#### La pollution de l'air
Les principales sources de pollutions sont la circulation automobile et les industries utilisant le charbon. Les réglementations existantes ne sont pas respectées et la répression contre les manquements reste faible. La pollution de l'air diminue l’espérance de vie des Thaïlandais de quatre années.
En 2023, plus de 1,3 million de personnes sont tombées malades dans le royaume entre le début de l’année et le 8 mars, en raison de l’air pollué.  200 000 personnes ont été admises à l'hôpital en une semaine début mars 2023, en lien avec un important épisode de pollution atmosphérique. La capitale, Bangkok présente un taux de particules fines nettement supérieur au seuil de prévention dans l'ensemble de ses cinquante arrondissements.  Et fin avril 2023, ce sont près de 2,4 millions de personnes en Thaïlande qui ont eu besoin de traitements médicaux pour des problèmes liés à la pollution de l'air depuis le début de l'année selon les autorités sanitaires. 
En 2024, Bangkok et Chiang Mai sont toujours parmi les villes les plus polluées de la planète. 

#### La pollution de l'eau
Il existe une pollution de l’eau par l'industrie.
Les déversements d’hydrocarbures dans la mer, dits marées noires, sont fréquents en Thaïlande : 240 ont été recensés entre 1974 et 2022

#### La gestion des déchets
En 1999, la Thaïlande produit 12 millions de tonnes de déchets par an dont 3 millions uniquement à Bangkok ; une tonne de d'ordure ménagère contient alors 540 kg de nourriture variée, 130 kg de plastique, 100 kg de papier et carton, 50 kg de verre, 30 kg d'acier et métaux non ferreux, 20 kg de textiles et fibres, 20 kg de céramique, pierre et autre et 10 kg d'aluminium.
En 2014, la Thaïlande produit 27 millions de tonnes de déchets par an dont 3,6 millions à Bangkok (soit environ 0,8 kg par jour par habitant) ; en 2014, la Thaïlande compte 2500 décharges mais seule une sur cinq est bien gérée, les autres sont à la merci des déversements illégaux, des incendies et des infiltrations de la nappe phréatique ; en 2022, chaque citoyen de Bangkok produit en moyenne 4 kg de déchet par jour..
Il y a en entre autres le problème écologique des "montagnes" de déchets plastiques à Bangkok, en particulier des bouteilles, abordé avec humour dans le film thaïlandais Citizen Dog dès 2004. La Thaïlande est le deuxième pays consommateur d'eau en bouteille au monde en 2015, après le Mexique, ce qui génère une quantité importante de déchets.
Après la décision de la Chine en 2017 de cesser d’être la « poubelle du monde » et d'importer les déchets plastiques des pays occidentaux, les importations de déchets plastiques en Thaïlande ont augmenté de 1 370 % en 2018. Les problèmes écologiques et sanitaires se sont accentués en conséquence. 
En 2023, la Thaïlande produit chaque année deux millions de tonnes de déchets plastiques et n'en recycle que le quart : c'est l'un des plus gros pollueur de la planète. Près de 50 000 tonnes de finissent dans l'océan chaque année. De plus, en 2023, la Thaïlande a importé 372 000 tonnes de déchets plastiques étrangers. C'est pourquoi, en 2024, le gouvernement thaïlandais décide d'interdire ces importations de déchets de l'étranger à partir de 2025 afin que la Thaïlande ne soit plus la « poubelle du monde ».

### Impacts de l'urbanisation
Le pays compte environ 68 million d'habitants.
La capitale, Bangkok, et son agglomération, comptent pas moins de 10 millions d’habitants. L'étalement urbain à Bangkok entre 1988 (population 5,6M) et 2022 (population estimée 10,9M) a été important.

## L'exposition aux risques
La Thaïlande est exposée à de multiples risques : sécheresse, inondations, érosion...

### Séismes et tsunamis

#### Séisme et tsunami de 2004 dans l'océan Indien
Le nombre de victimes en Thaïlande est estimé à 5 400. Lorsque le tsunami a frappé les côtes de la Thaïlande, en décembre 2004, les dégâts sont colossaux, que ce soit au niveau matériel ou humain. Près de 400 villages sont rayés de la carte, plus de 3 000 maisons démolies et 2 000 endommagées.
Le secteur de l’agriculture fut affecté. Beaucoup de cultures ont été endommagées par les eaux salées. Il y eut une importante perte de surfaces exploitables et une diminution de la productivité. Beaucoup de matériaux ont également été détruits, rendant la replantation encore plus difficile. 
L’eau salée répandue sur la terre a aussi d’autres impacts. Les ressources d’eau potable ont été polluées, obligeant les habitants à puiser dans les nappes phréatiques. Celles-ci furent consommées au point d’être presque asséchées. Le manque d’eau propre et potable eut également des conséquences sur l’hygiène. De nombreux égouts ont été bouchés par les boues, rendant les rues sales et difficile d’accès. Un certain nombre d’écosystèmes ont été bouleversés par le tsunami. L’eau salée a détruit beaucoup de végétation et le déplacement de la population a interféré dans les habitudes de vie des animaux, les mettant parfois en conflit. 
Quant aux récifs coralliens bordant les côtes de la Thaïlande, seuls 13 % des 174 sites ont été légèrement endommagés (soit 5 % des récifs thaïlandais), ne perturbant pas trop fortement cet écosystème qui ne mettra d'ailleurs pas plus de trois ans pour se régénérer.

### Inondations
En 2011, le fleuve Chao Phraya traversant la capitale déborde, inondant près de la moitié de la ville de Bangkok. Par ailleurs, la ville s'affaisse de 2 cm par an et d'ici à 2030, 40 % de sa surface pourrait être inondée.

## Politique environnementale en Thaïlande

### Traités internationaux sur l’environnement
- partie à : changements climatiques, espèces en danger, préservation de la vie marine, interdiction des essais nucléaires, protection de la couche d’ozone, bois tropical 83, bois tropical 94, zones humides.
- signés, mais non ratifié : biodiversité, changements climatiques, droit de la mer.

### Transition vers des villes plus durables

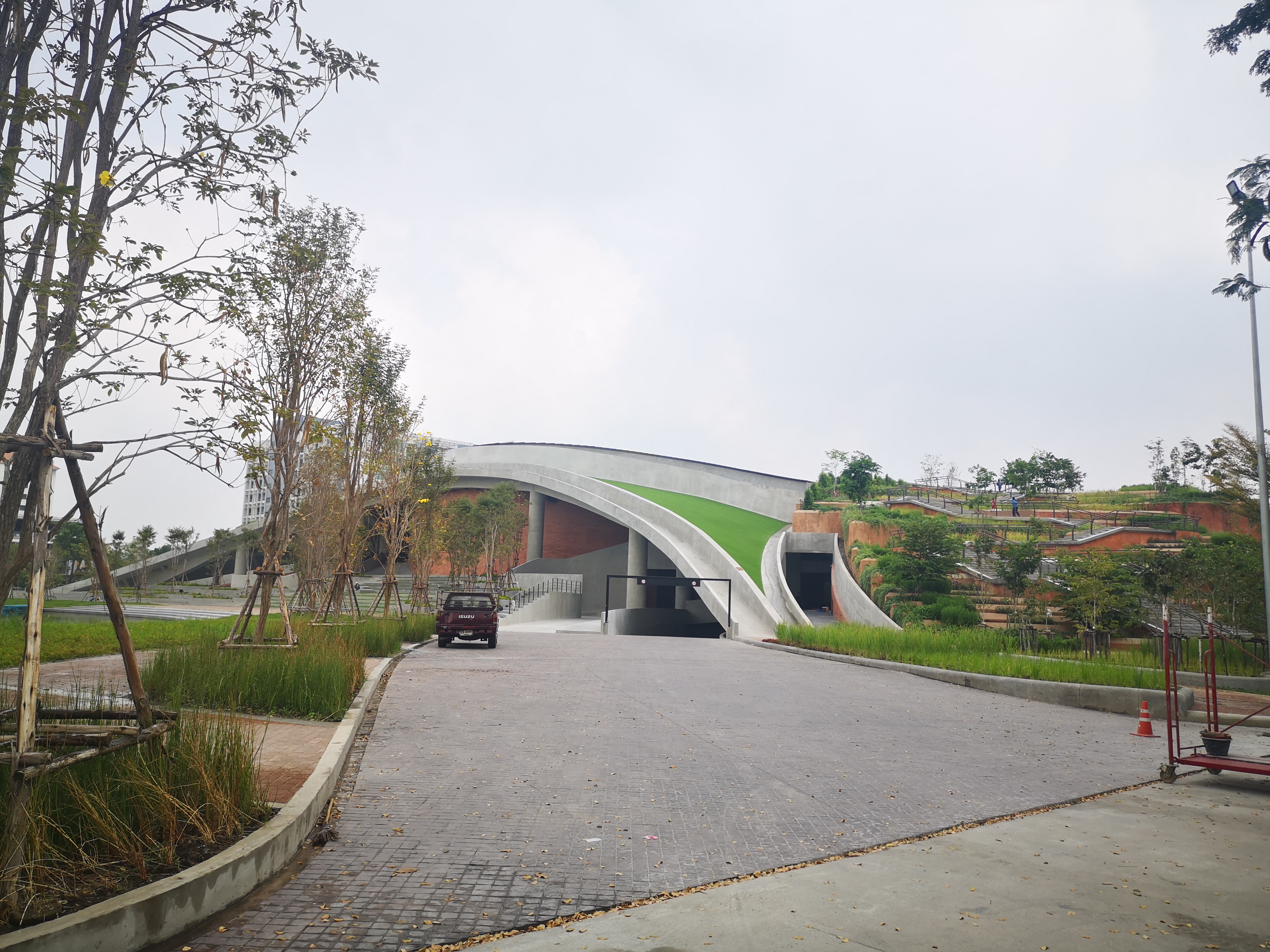
Parc de l'université de Bangkok.

La paysagiste Kotchakorn Voraakhom a réalisé plusieurs ouvrages afin de mieux gérer les eaux pluviales de la ville de Bangkok. Elle a notamment recouvert de rizières l'université Thammasat 2, à Bangkok, grâce à une toiture végétalisée en terrasse, de 7 000 m2. C'est la plus grande toiture végétalisée d'Asie en 2019.
Les crèches publiques disposent de « pièces sans poussières » dotées de purificateurs d’air pour protéger les plus jeunes. En mars 2023, en raison d'un important pic de pollution, des points de contrôle sont mis en place pour vérifier les pots d’échappement des voitures

### Évaluation environnementale globale
En 2015, l'organisation Global Footprint Network (GFN) indique que la Thaïlande a un déficit en biocapacité. Les réserves en bois sont quasi nulles, et le bilan carbone est négatif avec une empreinte carbone quatre fois supérieure à la capacité forestière d’absorption.